# Сметанино (Верховазький район)
Смета́нино (рос. Сметанино) — присілок у складі Верховазького району Вологодської області, Росія. Адміністративний центр Верхівського сільського поселення.

## Населення
Населення — 450 осіб (2010; 524 у 2002).
Національний склад (станом на 2002 рік):
- росіяни — 100 %